# الرقيقة (الأحساء)
الرقيقة هو حي صغير يقع في الهفوف التابعة لمحافظة الأحساء في المِنطقة الشرقيَّة في المَملكة العربيَّة السعوديَّة.

## الموقع
يقع الحي جنوب مدينة الهفوف، وكان سابقًا أرضًا كبيرة صالحة لمضارب الخيام.

## السكان
يبلغ عدد سكان القرية حوالي 3000 نسمة موزعين في 160 منزل.[بحاجة لمصدر]

## المرافق
حديقة الأوقاف تأسست عام 1431 هـ.